# Пътят на младостта
„Пътят на младостта“ (на френски: Le chemin des écoliers) е филм от 1959 година, копродукция на Франция и Италия на режисьора Мишел Боарон с участието на Ален Делон, Бурвил и Лино Вентура.

## Сюжет
Втората световна война. Северната част на Франция е окупирана от нацистите. Антоан (Ален Делон) е все още ученик и всички го смятат за дете. Но той вече е напълно пораснал и самостоятелен. Антоан си намира любовница на име Ивета (Франсоаз Арнул), възрастна омъжена жена, чийто съпруг се намира в нацистки концлагер. За да се сдобие с пари, Антоан заедно с приятеля си Пол (Жан- Клод Бриали) започва да търгува със стоки от първа необходимост на „черния пазар“. Опасявайки се прекалено честният му баща да не разбере за това, на Антоан му се налага да заживее двойствен живот. Да бъде едновременно обикновен ученик от горните класове и преуспяващ делови човек.

## В ролите
| Изпълнител       | Роля                                                                         |
| ---------------- | ---------------------------------------------------------------------------- |
| Ален Делон       | Антоан Мишу                                                                  |
| Бурвил           | Шарл Мишу, бащата на Антоан                                                  |
| Жан-Клод Бриали  | Пол Тирселен, приятеля на Антоан                                             |
| Лино Вентура     | Тирселен, баща на Пол, собственик на ресторант и бизнесмен на „черния пазар“ |
| Франсоаз Арнул   | Ивета Гранмезон, любовницата на Антоан                                       |
| Пиер Монди       | Лулу, приятел на Антоан и Пол                                                |
| Полет Дюбо       | Елен Мишу, майката на Антоан                                                 |
| Мартине Аве      | Пиерета Мишу, сестрата на Антоан                                             |
| Мишлен Лучиони   | Соланж, секретарката на Шарл Мишу                                            |
| Кристиан Люд     | Оливие, помощника на Шарл Мишу                                               |
| Жан Брошар       | Куртелие                                                                     |
| Габи Басе        | Люсет, сестрата на Пол                                                       |
| Клод Кастен      | Доминик, помощника на Тирселен                                               |
| Мадлен Льобо     | Флора, бившата приятелка на Пол                                              |
| Сандра Мило      | Олга, проститутката                                                          |
| Силвен Резенберг | Чу, дъщерята на Ивета                                                        |